# Taracticus nigripes
Taracticus nigripes là một loài ruồi trong họ Asilidae. Taracticus nigripes được Williston miêu tả năm 1901. Loài này phân bố ở vùng Tân nhiệt đới.